# Thibaudia angustifolia
Thibaudia angustifolia är en ljungväxtart som beskrevs av William Jackson Hooker. Thibaudia angustifolia ingår i släktet Thibaudia och familjen ljungväxter. Inga underarter finns listade i Catalogue of Life.